# 元顼
元顼（502年—530年9月4日），字宝意，一字幼明，河南郡洛阳县（今河南省洛阳市东）人，魏献文帝拓跋弘之孙，太傅、北海平王元详之子，北魏宗室、官员。

## 生平
元顼年轻时以王子的身份朝见皇帝，受到宠爱，因此以散骑侍郎为起家官，转任正员郎，升任中书郎，历任武卫将军、光禄卿、给事黄门侍郎，外任平北将军、相州刺史，回朝担任中军将军、大宗正卿，封乐平县开国公，食邑九百户。永安初年，转任侍中、车骑将军、左光禄大夫。不久，元顼被封为汝阳郡王，食邑一千户，又改封东海郡王，转任中书监、车骑将军，再次担任侍中、尚书左仆射。元顼没有其他才能，只是因为宗室亲属很早就居于重要职务。元顼的哥哥元颢攻入洛阳时，成败还未分晓，元顼就已得意忘形，被当时的人嘲笑。元颢失败后，元顼秘密逃窜，被人捉拿押送，永安三年七月廿七日（530年9月4日）在都市处斩，虚岁二十九。魏孝武帝元修初年，朝廷追赠使持节、侍中、太尉公、尚书令、骠骑大将军、都督雍华岐三州诸军事、雍州刺史，东海郡王如故。太昌元年岁次壬子八月壬戍朔廿三日甲申（532年10月7日）葬于山陵。

## 家庭

### 祖父
- 魏献文帝拓跋弘[6]

### 父亲
- 元详，北魏太傅、北海平王[6]

### 兄弟姐妹
- 元颢，北魏侍中、骠骑大将军、开府仪同三司、相州刺史、北海王，后一度称帝
- 元保，早夭
- 元氏，嫁北魏武卫将军、都督、陈留烈侯李神轨

### 王妃
- 胡氏，与元顼合葬[6]

### 儿子
- 元衍，承袭为东海王，东魏武定年间官至通直散骑侍郎，北齐接受禅让后，爵位依例降低[7]